# Kosivka (Raión de Berezivka)
Kosivka  (ucraniano: Косівка) es una localidad del Raión de Berezivka en el Óblast de Odesa de Ucrania. Según el censo de 2001, tiene una población de 93 habitantes.